# Igors Kazanovs
Igors Kazanovs (ros. Игорь Яковлевич Казанов, Igor Jakowlewicz Kazanow; ur. 24 września 1963 w Dyneburgu) – łotewski lekkoatleta specjalizujący się w krótkich biegach płotkarskich.
W trakcie kariery dwukrotnie startował w igrzyskach olimpijskich w 1992 i 1996 roku. Czterokrotnie zostawał halowym mistrzem Europy i dwukrotnie medalistą halowych mistrzostw świata. W 1989 roku ustanowił halowy rekord Europy na 60 m przez płotki, ale został on pobity następnego dnia. Wielokrotny mistrz ZSRR i Łotwy. Po zakończeniu kariery przeniósł się do Hiszpanii, gdzie był trenerem i prowadził firmę budowlaną.

## Życiorys
Jego rodzice byli rosyjskimi emigrantami do Łotwy. Jego ojciec, Jakovs, z zawodu inżynier, uznawany był za jednego z najlepszych łotewskich średniodystansowców, był też przez pewien czas rekordzistą ZSRR juniorów (kategoria 17-18 lat) w sztafecie 4 × 800 m.

### Wczesny okres życia
Biegi przez płotki zaczął uprawiać już w dzieciństwie. Mimo że trenował jeszcze kilka innych dyscyplin, wybrał lekkoatletykę, gdyż w niej uzyskiwał najlepsze wyniki. W 1982 roku ukończył technikum kolejowe w Dyneburgu. W latach 80. służył w armii radzieckiej, również po zakończeniu obowiązkowego przeszkolenia.

### Kariera sportowa

#### Igrzyska olimpijskie
Kazanovs startował na igrzyskach olimpijskich w 1992 i 1996 roku. Na obu igrzyskach wystąpił na 110 m przez płotki. W Barcelonie odpadł w półfinale, zajmując 6. miejsce w swoim biegu z czasem 13,77 s. Wcześniej przeszedł pierwszą rundę, plasując się na 4. pozycji w swoim biegu eliminacyjnym z czasem 13,88 s, natomiast w ćwierćfinale był 4. w swoim biegu z czasem 13,76 s. W Atlancie także odpadł w półfinale, zajmując 7. miejsce w swoim biegu z czasem 14,13 s. W biegu eliminacyjnym pierwszej rundy był 4. z czasem 13,74 s, a w ćwierćfinałowym biegu uplasował się na 3. pozycji z czasem 13,42 s.

#### Mistrzostwa świata
Na mistrzostwach świata w 1987 roku zajął 5. miejsce na 110 m przez płotki z czasem 13,48 s. W 1991 roku odpadł w półfinale na tym samym dystansie, plasując się na 5. pozycji w swoim biegu i dziewiątej w ogólnej klasyfikacji z czasem 13,65 s. W 1993 roku był 6. z czasem finałowym 13,38 s. W 1995 roku odpadł w półfinale, zajmując 6. miejsce w swoim biegu z czasem 13,61 s.
W 1989 roku został brązowym medalistą halowych MŚ na 60 m przez płotki z czasem 7,59 s, natomiast dwa lata później na tym samym dystansie został halowym wicemistrzem świata. W 1993 roku był 5. na halowych mistrzostwach świata z czasem finałowym 7,55 s. W 1995 roku odpadł w eliminacjach, plasując się na 3. pozycji w swoim biegu eliminacyjnym z czasem 7,80 s. W 1997 roku także odpadł w eliminacjach, zajmując ostatnie, 6. miejsce w swoim biegu eliminacyjnym z czasem 7,86 s. W 1999 roku ponownie odpadł w eliminacjach halowych MŚ, plasując się w swoim biegu eliminacyjnym na 4. pozycji z czasem 7,69 s.

#### Mistrzostwa Europy
Jest czterokrotnym halowym mistrzem Europy na 60 metrów przez płotki. Zwyciężał w 1990, 1992, 1996 i 1998 roku.
W 1986 roku odpadł w półfinale mistrzostw Europy na 110 m przez płotki, zajmując 5. miejsce w swoim biegu z czasem 13,76 s. W 1990 roku na tym samym dystansie uplasował się na 8. pozycji (z powodu upadku nie ukończył biegu finałowego). W 1998 roku był 22. z czasem 14,04 s.
W 1985 roku odpadł w półfinale halowych mistrzostw Europy, zajmując 5. miejsce w swoim biegu z czasem 7,75 s. W 1989 roku na tej samej imprezie odpadł w eliminacjach na tym samym dystansie, plasując się na 5. pozycji w swoim biegu eliminacyjnym z czasem 8,19 s. W 1994 roku odpadł w półfinale halowych mistrzostw Europy, zajmując 4. miejsce w swoim biegu z czasem 7,75 s.

#### Mistrzostwa krajowe
Jest pięciokrotnym halowym mistrzem ZSRR na 60 m przez płotki. W 1985 roku uzyskał czas 7,58 s (najlepszy rezultat na listach światowych na tym dystansie w sezonie 1985), dwa lata później – 7,61 s, w 1989 roku – 7,56 s, w 1990 roku – 7,55 s, a w 1991 roku – 7,56 s. Oprócz tego, w 1984 i 1986 roku zostawał halowym wicemistrzem ZSRR na 60 m przez płotki, uzyskując odpowiednio czasy 7,78 s i 7,72 s.
Czterokrotnie zwyciężył w mistrzostwach Związku Radzieckiego na 110 metrów przez płotki (1984, 1986, 1987 i 1990). Jest również pięciokrotnym mistrzem Łotewskiej SRR. W 1981 roku zwyciężył w sztafecie 4 × 100 m, w 1983 roku wygrał na 110 m przez płotki oraz na 60 m przez płotki (hala), w 1984 roku ponownie zwyciężył w hali na 60 m przez płotki, a w 1988 roku – na 110 m przez płotki. Jest też sześciokrotnym mistrzem Łotwy. W 1993, 1995 i 1997 roku wygrywał na 110 m przez płotki, w 1994 i 1997 roku zwyciężał w hali na 60 m przez płotki. W 1994 roku wygrał także zawody halowe na 60 m. W 1993 roku zwyciężył na 110 metrów przez płotki podczas mistrzostw Rosji.

#### Pozostałe zawody
W 1984 roku wystartował na zawodach Przyjaźń-84, na których zajął 5. miejsce na 110 m przez płotki z czasem 13,76 s. W 1986 roku zajął 6. miejsce w biegu na 110 m przez płotki na igrzyskach Dobrej Woli z czasem 13,50 s. Cztery lata później był piąty w tych samych zawodach z czasem 13,71 s. W 1987 roku zwyciężył w finale "A" pucharu Europy na 110 m przez płotki, z wynikiem 13,48, a w 1991 zajął w tej konkurencji 4. miejsce, z wynikiem 13,64. W barwach Łotwy wystąpił w zawodach grupy 2 pierwszej ligi (II poziom rozgrywek) Pucharu Europy w 1995 (4. miejsce z wynikiem 13,93).
W 1993 roku wygrał zawody na 110 m przez płotki na igrzyskach bałtyckich z czasem 13,48 s. W 1996 roku zajął drugie miejsce na halowych mistrzostwach krajów bałtyckich w biegu na 60 m przez płotki z czasem 7,75 s.
25 lutego 1989 roku podczas Pucharu ZSRR w Moskwie ustanowił halowy rekord Europy na 60 m przez płotki, uzyskując czas 7,42 s, ale dzień później został on pobity o 0,01 s przez Colina Jacksona.
Od 1985 roku reprezentował klub Dinamo Ryga, wcześniej zawodnik Dinama Dyneburg. W trakcie kariery jego trenerami byli Viktorija Gekiša, Jānis Gailišs, Imants Liepinš, Wiktor Miasnikow i Walentin Wojnow.
Ustanowił 13 rekordów Łotwy. 30 czerwca 1999 roku ustanowił również rekord Łotwy weteranów (wiek 35–39 lat) na 110 m przez płotki (13,60 s), który w październiku 2020 pozostawał aktualnym. Wynik ten był przez dwa lata rekordem Europy w tej kategorii wiekowej.
W styczniu 2000 roku ogłosił zakończenie kariery po sezonie, jednakże jeszcze w 2001 roku brał udział w pojedynczych zawodach w Hiszpanii.

#### Rekordy życiowe
Na stadionie
- bieg na 110 metrów przez płotki – 13,26 (Stuttgart, 19 sierpnia 1993)[61] – były rekord Łotwy[62] / 13,14w (Petersburg, 8 czerwca 1986)[1][63]

W hali
- bieg na 50 metrów przez płotki – 6,48 (Budapeszt, 12 lutego 1992)[63] – rekord Łotwy[64]
- bieg na 60 metrów przez płotki – 7,42 (Moskwa, 25 lutego 1989)[61] – rekord Łotwy[63][64]
- bieg na 110 metrów przez płotki – 13,66 (Petersburg, 23 lutego 1992) – rekord Łotwy[64]

#### Osiągnięcia
| Rok  | Impreza                   | Miejsce             | Konkurencja                | Pozycja     | Wynik |
| ---- | ------------------------- | ------------------- | -------------------------- | ----------- | ----- |
| 1984 | Przyjaźń-84               | Moskwa              | bieg na 110 m przez płotki | 5. miejsce  | 13,76 |
| 1985 | Halowe mistrzostwa Europy | Pireus              | bieg na 60 m przez płotki  | półfinał    | 7,75  |
| 1986 | Igrzyska Dobrej Woli      | Moskwa              | bieg na 110 m przez płotki | 6. miejsce  | 13,50 |
| 1986 | Mistrzostwa Europy        | Stuttgart           | bieg na 110 m przez płotki | półfinał    | 13,76 |
| 1987 | Puchar Europy             | Praga               | bieg na 110 m przez płotki | 1. miejsce  | 13,48 |
| 1987 | Mistrzostwa świata        | Rzym                | bieg na 110 m przez płotki | 5. miejsce  | 13,48 |
| 1989 | Halowe mistrzostwa Europy | Haga                | bieg na 60 m przez płotki  | eliminacje  | 8,19  |
| 1989 | Halowe mistrzostwa świata | Budapeszt           | bieg na 60 m przez płotki  | 3. miejsce  | 7,59  |
| 1990 | Halowe mistrzostwa Europy | Glasgow             | bieg na 60 m przez płotki  | 1. miejsce  | 7,52  |
| 1990 | Igrzyska Dobrej Woli      | Seattle             | bieg na 110 m przez płotki | 5. miejsce  | 13,71 |
| 1990 | Mistrzostwa Europy        | Split               | bieg na 110 m przez płotki | 8. miejsce  | DNF   |
| 1991 | Halowe mistrzostwa świata | Sewilla             | bieg na 60 m przez płotki  | 2. miejsce  | 7,47  |
| 1991 | Puchar Europy             | Frankfurt nad Menem | bieg na 110 m przez płotki | 1. miejsce  | 13,64 |
| 1991 | Mistrzostwa świata        | Tokio               | bieg na 110 m przez płotki | półfinał    | 13,65 |
| 1992 | Halowe mistrzostwa Europy | Genua               | bieg na 60 m przez płotki  | 1. miejsce  | 7,55  |
| 1992 | Igrzyska olimpijskie      | Barcelona           | bieg na 110 m przez płotki | półfinał    | 13,77 |
| 1993 | Halowe mistrzostwa świata | Toronto             | bieg na 60 m przez płotki  | 5. miejsce  | 7,55  |
| 1993 | Mistrzostwa świata        | Stuttgart           | bieg na 110 m przez płotki | 6. miejsce  | 13,38 |
| 1994 | Halowe mistrzostwa Europy | Paryż               | bieg na 60 m przez płotki  | półfinał    | 7,75  |
| 1995 | Halowe mistrzostwa świata | Barcelona           | bieg na 60 m przez płotki  | eliminacje  | 7,80  |
| 1995 | Mistrzostwa świata        | Göteborg            | bieg na 110 m przez płotki | półfinał    | 13,61 |
| 1996 | Halowe mistrzostwa Europy | Sztokholm           | bieg na 60 m przez płotki  | 1. miejsce  | 7,59  |
| 1996 | Igrzyska olimpijskie      | Atlanta             | bieg na 110 m przez płotki | półfinał    | 14,13 |
| 1997 | Halowe mistrzostwa świata | Paryż               | bieg na 60 m przez płotki  | eliminacje  | 7,86  |
| 1998 | Halowe mistrzostwa Europy | Walencja            | bieg na 60 m przez płotki  | 1. miejsce  | 7,54  |
| 1998 | Mistrzostwa Europy        | Budapeszt           | bieg na 110 m przez płotki | 22. miejsce | 14,04 |
| 1999 | Halowe mistrzostwa świata | Maebashi            | bieg na 60 m przez płotki  | eliminacje  | 7,69  |

### Działalność po zakończeniu kariery sportowej
Po zakończeniu kariery sportowej Kazanovs wyjechał do Hiszpanii. Początkowo pracował tam przy wycince drzew, a następnie założył firmę budowlaną, którą do 2008 roku prowadził wraz z teściem, a później sam. Przez pewien czas był także trenerem. W 2011 roku został również członkiem sztabu trenerskiego klubu Girona FC, odpowiedzialnym za przygotowanie fizyczne piłkarzy i współpracował z tym zespołem co najmniej do 2013 roku.

### Życie prywatne
Ma żonę Oksanę i dwie córki – Laurę i Aleksandrę. Wcześniej był żonaty z Taṇą. Pasjonuje się zbieraniem monet. Ma także siostrę.

## Odznaczenia i wyróżnienia
W 1991 roku został Zasłużonym Mistrzem Sportu ZSRR.
W 1996 roku został wybrany najlepszym sportowcem Dyneburga. W plebiscycie na najlepszego łotewskiego lekkoatletę stulecia, zorganizowanym w 1997 roku, zajął ósme miejsce, zdobywając 501 punktów.